# Dominique Blondeau
Pour les articles homonymes, voir Blondeau.
Dominique Blondeau est une écrivaine québécoise : romancière, nouvelliste, critique littéraire et blogueuse. Dominique Blondeau est née le 31 décembre 1942 au Maroc et décédée le 5 mars 2023 à l'hôpital à Montréal. Sa mort a été annoncée seulement 13 jours plus tard le samedi 18 mars par l'écrivaine Nadine Ltaif par une publication sur sa page Facebook.

## Biographie
Originaire du Maroc, Dominique vivait à Montréal depuis 1969. Fascinée par le temps et la mémoire, elle a poursuivi avec patience une œuvre romanesque dans laquelle se déploie un réseau complexe de situations psychologiques.
Romancière et nouvelliste, Dominique Blondeau a fait des études de philosophie en France et d'informatique au Maroc où elle a été programmeur. Une fois installée à Montréal en 1969 elle est devenue pigiste pour Radio-Canada. Elle a publié son premier roman dès 1970 à l'âge de 28 ans. 
À partir de 1989, elle a été membre du comité de rédaction de la revue Arcade. Elle collaborait également à la revue Moebius et à la revue XYZ. Depuis septembre 2007, elle écrivait régulièrement des critiques de romans et de nouvelles sur son blog "Ma page littéraire". 
Dominique Blondeau faisait également de la révision linguistique et a travaillé pendant de nombreuses années dans le milieu de l'édition québécoise où elle était reconnue pour son sérieux, sa rigueur et sa compétence. Elle tenait également avec sérieux une page personnelle dans Facebook où elle publiait régulièrement des photos de tableaux, de peintures ou autres œuvres d'art qu'elle commentait avec soin. Son dernier post date du 2 mars 2023, soit trois jours avant sa mort.
Dominique Blondeau a reçu le Prix France-Québec 1986, pour Un homme foudroyé et une mention spéciale à ce même prix, en 1990, pour son ouvrage Destins. La Meilleure Plume XYZ 1997 lui a également été décernée pour sa nouvelle La Féline.
« Elle ne fait pas la une des magazines littéraires. Elle est discrète mais pas effacée. Elle semble vivre dans une rigueur monacale propice aux frémissements de la pensée ; pourtant, elle dit aimer la vie, simplement, pour ce qu'elle est. Elle se dit cérébrale, mais son regard brillant trahit l'ardeur du soleil de ses origines méditerranéennes. Telle est Dominique Blondeau, femme de contrastes. » France Lafuste, Le Devoir.
Sur son blog, elle se présentait elle-même en ces termes : "Écrivaine, j'ai publié vingt livres (romans, nouvelles, essai) dont l'avant-dernier dans internet, chez lulu.com. Des nouvelles ont paru dans de nombreuses revues francophones et ont été diffusées à la radio de Radio-Canada FM. Mon vingtième livre, un roman, a paru en numérique, aux éditions Le Chat Qui Louche.
Je suis aussi réviseure linguistique, écrivain-conseil, critique littéraire. Née sous le signe du Capricorne, j'aime les chats, les livres, les arbres, les pierres. Les nuages. Le reste, la vie s'en charge." 

## Œuvres publiées
- Les Visages de l'enfance (1970), roman, éditions L'Actuelle, Montréal, 171 pages
- Demain, c'est l'Orient (1972), roman, éditions Lemeac, Montréal, 202 pages
- Que mon désir soit ta demeure (1975), roman, éditions La Presse, Montréal, 262 pages
- L'Agonie d'une salamandre (1979), roman, Libre expression, 1979, 215 pages (réédition 1990, éditions VLB, Montréal, 232 pages)
- Les Funambules (1980), roman, Libre expression, Montréal, 409 pages
- Les Errantes (1983), roman, éditions Québec Amérique, Montréal, 439 pages
- Un homme foudroyé (1985), roman, éditions Québec Amérique, Montréal, 323 pages
- La Poursuite (1986), récit, éditions Québec Amérique, Montréal, 110 pages
- Destins (1989), nouvelles, éditions VLB, Montréal, 130 pages
- Les Feux de l'exil (1991), roman, éditions de la Pleine Lune, Lachine, 240 pages
- Fragments d'un mensonge (1993), récits, éditions de la Pleine Lune, Lachine, 118 pages
- Alice comme une rumeur (1996), roman, éditions de la Pleine Lune, Lachine, 225 pages
- Éclats de femmes (1999), roman, éditions de la Pleine Lune, Lachine, 156 pages
- Larmes de fond (2002), roman, éditions de la Pleine Lune, Lachine, 156 pages
- Des Grains de sel (2002), essai, éditions Trois-Pistoles, 103 pages
- Une île de rêve (2004), roman, éditions VLB, Montréal, 197 pages
- Soleil et cruauté (2007), nouvelles, autoédité sur lulu.com, 118 pages
- Femmes de soleil (2012), nouvelles, éditions VLB, Montréal, 152 pages
- Des trains qu'on rate (2012), roman, éditions numériques Le Chat Qui Louche

## Honneurs
- Prix Jean-Hamelin (1986), Un homme foudroyé (Roman)
- Prix France Québec (1986), Un homme foudroyé (Roman)
- Mention spéciale Prix Jean Hamelin (1990), Destins (Nouvelles)
- Meilleure Plume XYZ (1997), La Féline (Nouvelle)